# Ieva Januškevičiūtė
Ieva Januškevičiūtė (ur. 22 września 1994 w Wilnie) – litewska narciarka alpejska, dwukrotna olimpijka (2014, 2018).
W 2014 roku wystartowała na igrzyskach w Soczi. Została w ten sposób pierwszą kobietą, która reprezentowała Litwę w narciarstwie alpejskim podczas igrzysk olimpijskich. Wzięła udział w rywalizacji w slalomie i slalomie gigancie, w obu jednak nie ukończyła zawodów i nie została sklasyfikowana – w slalomie nie ukończyła pierwszego przejazdu, a w slalomie gigancie drugiego (po pierwszym była 71.). Po raz drugi w karierze wystąpiła na igrzyskach w 2018 roku w Pjongczangu. Tym razem w obu konkurencjach została sklasyfikowana – w slalomie uplasowała się na 43. miejscu, a w slalomie gigancie była 54.
W latach 2013–2017 trzykrotnie uczestniczyła w mistrzostwach świata w narciarstwie alpejskim. W sześciu startach trzykrotnie została sklasyfikowana – w 2013 roku w Schladming była 72. w slalomie gigancie, w 2015 roku w Vail zajęła 59. miejsce w slalomie, a w 2017 roku w Sankt Moritz uplasowała się na 62. pozycji w slalomie gigancie. W 2015 roku wystąpiła również na juniorskich mistrzostwach świata w Hafjell i zajęła 64. miejsce w slalomie gigancie, a slalomu nie ukończyła.
W sezonach 2013/2014, 2016/2017 i 2017/2018 łącznie pięciokrotnie startowała w zawodach alpejskiego Pucharu Świata, jednak ani razu nie została sklasyfikowana.